# شهرک هجرت (مریوان)
روستای هجرت
، روستایی از توابع بخش مرکزی شهرستان مریوان در استان کردستان ایران است.

## جمعیت
این روستا در دهستان سرکل قرار دارد و براساس سرشماری مرکز آمار ایران در سال ۱۳۸۵، جمعیت آن ۴٬۴۴۱ نفر (۱٬۰۸۲خانوار) بوده‌است.